# Squatina legnota
Squatina legnota é uma espécie rara de tubarão-anjo (família Squatinidae), conhecida apenas por poucos espécimes coletados em pontos de desembarque de peixes no sul da Indonésia. Acredita-se que habite águas profundas da encosta continental. Alcançando pelo menos 1,34 m de comprimento, esta espécie apresenta um corpo achatado, semelhante a uma raia, com cauda e barbatana caudal bem desenvolvidas. É caracterizada pela ausência de franjas nos barbilhos nasais e espinhos na linha média do dorso, além de uma coloração dorsal cinza-acastanhada relativamente simples, com manchas escuras sob as bases das barbatanas dorsais e uma margem anterior preta na face ventral das barbatanas peitorais. A União Internacional para a Conservação da Natureza (IUCN) classificou-a como Criticamente em Perigo devido à intensa pressão pesqueira.

## Taxonomia e filogenia
A espécie foi descrita por pesquisadores da Organização de Ciência e Pesquisa Industrial da Commonwealth (CSIRO), Peter Last e William White, em um volume de 2008 da revista científica Zootaxa, com base em espécimes encontrados em vários pontos de desembarque de peixes na Indonésia. Um dos espécimes, uma fêmea de 47 cm de comprimento do ponto de desembarque de Cilacap, no centro de Java, foi designado como holótipo. O epíteto específico deriva do grego legnotos ("com borda colorida"), em referência às margens anteriores escuras das barbatanas peitorais.
Uma análise filogenética de 2010, conduzida por Björn Stelbrink e colegas, baseada em DNA mitocondrial, revelou que a espécie-irmã de Squatina legnota é S. formosa [en], sendo as duas geneticamente as mais próximas entre todas as espécies examinadas. Juntas, formaram um clado com o  S. japonica e o S. tergocellatoides [en], ambas espécies asiáticas.

## Distribuição e habitat
Os espécimes conhecidos de Squatina legnota provêm de pontos de desembarque de peixes em Palabuhanratu (Java Ocidental), Cilacap (Java Central), Kedonganan (Bali) e Tanjung Luar (Lombok). Portanto, informações específicas sobre seu habitat natural preferido não estão disponíveis, embora seja provavelmente uma espécie bentônica, habitando águas mais profundas da plataforma continental.

## Descrição
O maior espécime conhecido de Squatina legnota mede 1,34 m de comprimento. Como todos os tubarões-anjo, possui um corpo achatado com barbatanas peitorais e pélvicas muito aumentadas. A cabeça larga e achatada tem um focinho muito curto e rombudo, com olhos pequenos e amplamente espaçados, posicionados ligeiramente no topo. Os olhos são seguidos por espiráculos em forma de crescente, muito maiores. As narinas são grandes e precedidas por dobras de pele bem desenvolvidas que alcançam a boca; cada dobra possui duas barbilhos proeminentes, lisos em vez de franjados. A boca, ampla e suavemente curvada, está localizada na frente da cabeça. Há sulcos longos e profundos que se estendem dos cantos da boca para a mandíbula inferior e para fora dela. Os dentes, cerca de 18 fileiras em ambas as mandíbulas, são pequenos, em forma de adaga, com uma única cúspide afiada. As cinco pares de fendas branquiais são longas e localizadas nas laterais da cabeça.
As barbatanas peitorais são angulares, com os lobos anteriores de suas bases livres da cabeça, e suas extremidades externas formando um ângulo ligeiramente inferior a 120°. As extremidades das barbatanas pélvicas são arredondadas; os machos possuem clásperes espessos. As duas barbatanas dorsais são semelhantes em forma e tamanho, com ápices arredondados a angulares e margens traseiras ligeiramente convexas. A primeira dorsal tem origem sobre as extremidades traseiras das barbatanas pélvicas, e a segunda dorsal está posicionada próxima à primeira. Não há barbatana anal. A cauda é relativamente longa, com o pedúnculo caudal moderadamente achatado e expandido lateralmente em quilhas. O lobo inferior da barbatana caudal, curta e triangular, é maior que o superior, e há uma incisura na margem traseira do lobo superior. A superfície dorsal é coberta por pequenos dentículos dérmicos aproximadamente cônicos. Esta espécie é cinza-acastanhada no dorso, escurecendo ao redor dos olhos e no focinho, tornando-se translúcida nas margens traseiras das barbatanas. Há marcas escuras em forma de sela abaixo das bases das barbatanas dorsais e, às vezes, grandes manchas escuras e "ocelos" espalhados pela superfície dorsal. A face ventral é quase completamente branca, com uma margem anterior preta nas barbatanas peitorais.

## Biologia e ecologia
Pouco se sabe sobre a história natural dessa espécie. Presume-se que seja vivíparo aplacentário, como outros membros de sua família. O menor espécime macho, um adulto, media 1,25 m de comprimento.

## Interações humanas
Indivíduos de S. legnota é raramente capturado acidentalmente em linhas de pesca demersais de profundidade e comercializado por sua carne e barbatanas. Se as pescarias de águas profundas da Indonésia, atualmente limitadas, se expandirem, esta espécie pode ser ameaçada, já que outros tubarões-anjo demonstraram ser particularmente suscetíveis à depleção por pesca. Em 2020, a espécie foi classificada como Criticamente em Perigo pela IUCN.